# Jugendarbeit
Die Jugendarbeit beziehungsweise Kinder- und Jugendarbeit besteht seit dem Ende des 19. Jahrhunderts in Zentraleuropa und ist ein klassisches Tätigkeitsfeld der Sozialen Arbeit. Sie ist heute ein unentbehrlicher Bestandteil der sozialen Infrastruktur. Die Jugendarbeit ist gesetzliche Pflichtaufgabe der Kinder- und Jugendhilfe. Sie ist neben der Erziehung und Bildung im Elternhaus und in der Schule, Kindertagesstätte oder beruflichen Ausbildung eine dritte Säule der Jugendbildung. Die Jugendarbeit ist abzugrenzen von der Jugendsozialarbeit für benachteiligte Jugendliche.

## Aufgaben der Jugendarbeit
Nach C.W. Müller gehört es zum unverwechselbaren Charakter von Jugendarbeit, dass sie keinen klar definierbaren Gegenstand ihrer Arbeit hat. Die Inhalte der Jugendarbeit bestimmen sich aus dem Zusammenspiel von Jugendarbeitern und Jugendlichen.
Jugendarbeit ist nach § 11 SGB VIII in Deutschland eine gesetzliche Pflichtaufgabe der Kinder- und Jugendhilfe. Nach § 11 Abs. 3 (1) SGB VIII gehören zu den Schwerpunkten der Jugendarbeit:
1. Außerschulische Jugendbildung mit allgemeiner, politischer, sozialer, gesundheitlicher, kultureller, naturkundlicher und technischer Bildung,
2. Jugendarbeit in Sport, Spiel und Geselligkeit,
3. Arbeitswelt-, schul- und familienbezogene Jugendarbeit
4. Internationale Jugendarbeit
5. Kinder- und Jugenderholung
6. Jugendberatung

Jugendarbeit ist neben der Bildung und Erziehung im Elternhaus, Kindergarten oder Schule und beruflicher Ausbildung ein weiterer wichtiger, ergänzender Bildungsbereich in der Freizeit der Kinder und Jugendlichen. Ein Ziel der Kinder- und Jugendarbeit ist, unter anderem zur positiven Persönlichkeitsentwicklung junger Menschen beizutragen. Sie soll an den Interessen der jungen Menschen anknüpfen und von ihnen mitbestimmt und mitgestaltet werden. Junge Menschen sollen zur Selbstbestimmung befähigt und zu gesellschaftlicher Mitverantwortung und sozialem Engagement angeregt und hingeführt werden.
Die Kinder- und Jugendarbeit wendet sich grundsätzlich an alle Kinder und Jugendlichen unter 27 Jahren (hauptsächlich an Kinder und Jugendliche im Alter zwischen 6 und 18 Jahren) und nicht in erster Linie an sog. „Problemgruppen“. Mit letzteren befasst sich die zu unterscheidende Jugendsozialarbeit.
Zur Wahrnehmung der Aufgaben der Jugendarbeit richten die Träger der Jugendhilfe Kinder- und Jugendfreizeiteinrichtungen ein. Jugendherbergen sind Partner der Jugendarbeit zur Gestaltung der Jugenderholung.
Zu pädagogischen Zielsetzungen gehören:
- Förderung der personalen und sozialen Kompetenzen: Förderung der Selbständigkeit, des Selbstbewusstseins und des Selbstwertgefühls, Förderung der Eigenverantwortlichkeit, des Verantwortungsbewusstseins und der Gemeinschaftsfähigkeit, Förderung der Kommunikations-, Kritikfähigkeit, Kooperationsfähigkeit und Konfliktfähigkeit sowie
- Hinführung zu sozialem Engagement und gesellschaftlicher Mitverantwortung.

Jugendarbeit hat sich in Deutschland nach Familie und Schule zunehmend als „drittes Standbein der Erziehung“ etabliert. Die gesellschaftspolitische Tendenz geht in Richtung Vernetzung und Kooperation, insbesondere zwischen Jugendarbeit und Schule (Schulsozialarbeit), aber auch zwischen Jugendarbeit und Elternhaus.

## Geschichte der Jugendarbeit
Die Kinder- und Jugendarbeit war in ihren Anfängen kirchlich geprägt: Ordensgemeinschaften betrieben schon sehr früh Zufluchtsstätten für verarmte Kinder und Jugendliche bzw. Waisen. Die Anfänge einer institutionalisierten Jugendarbeit in Deutschland kann in den „Rettungshäusern“ des Weimarer Theologen und Schriftstellers Johannes Daniel Falk, dessen Motivation von einer tiefen protestantischen Frömmigkeit getragen war, gesehen werden. In den vierziger Jahren des 19. Jahrhunderts begründete Johannes Bosco die Jugendsozialarbeit in Italien (Turin) durch die Einrichtung von Ausbildungsstätten, Heimen und anderen Einrichtungen für benachteiligte und verwahrloste Jugendliche; die von Bosco gegründete Ordensgemeinschaft der Salesianer hat heute auch in Deutschland große Bedeutung im Bereich der Jugendarbeit. Zur gleichen Zeit begründet in Deutschland Adolph Kolping die Kolping-Bewegung, wobei der Schwerpunkt der Jugendarbeit hier in der Betreuung und Weiterbildung von Lehrlingen und Handwerksgesellen liegt. Die Geschichte der Jugendarbeit im letzten Drittel des 19. Jahrhunderts und am Anfang des 20. Jahrhunderts ist ebenso wie schon bei Don Bosco im Zusammenhang mit der industriellen Revolution zu sehen und geprägt von verschiedenen Ansätzen sowohl aus der Arbeiterbewegung sowie der Reformpädagogik; sie war daher auch mit einigen Strömungen der Jugendbewegung eng verbunden. In der Weimarer Republik wurde die Jugendarbeit stärker institutionalisiert im Sinne der öffentlichen Jugendhilfe. In der Zeit des Nationalsozialismus wurde die Jugendarbeit „gleichgeschaltet“ und in den Dienst der Ideologie des Nationalsozialismus gestellt; Institutionen und Vereinigungen einer unabhängigen Jugendarbeit wurden zerschlagen. Nach dem Zweiten Weltkrieg erfuhr die Jugendarbeit in Deutschland einen starken Aufschwung, da die Alliierten in Jugendeinrichtungen und Jugendarbeit einen wichtigen Beitrag zur Umerziehung deutscher Kinder und Jugendlicher weg von nationalsozialistischer Ideologie und hin zu einem demokratischen Bewusstsein sahen.
Die in den 1970er-Jahren groß gewordenen, vielerorts noch aktiven autonomen Jugendhausvereine haben sich damals oft die politische Aktivierung von Jugendlichen und jungen Erwachsenen auf die Fahnen geschrieben. Heute sind es inzwischen selbstorganisierte Treffs zum Ratschen, Musikhören sowie jugendkulturelle Veranstaltungen. „Jugendzentren“ sind nach fachlicher Definition allerdings offene Jugendhäuser mit hauptamtlichen Personal.
siehe auch: Bündische Jugend, Edelweißpiraten, Hitlerjugend, Pfadfinder

## Rechtliche Grundlagen seit 1990
Die rechtliche Grundlage der Kinder- und Jugendarbeit findet sich im Kinder- und Jugendhilfegesetz (KJHG) im Achten Buch des Sozialgesetzbuches (SGB VIII). Nach § 1 SGB VIII ist es das Ziel der Kinder- und Jugendhilfe (und damit auch der Kinder- und Jugendarbeit), das Recht auf Erziehung zu gewährleisten und die persönliche und soziale Entwicklung junger Menschen zu eigenverantwortlichen und gemeinschaftsfähigen Persönlichkeiten zu fördern. Dazu sind Leistungen anzubieten, die Mädchen und Jungen gleichberechtigt zur Selbstbestimmung befähigen und zu gesellschaftlicher Mitverantwortung und sozialem Engagement anregen und hinführen (§ 8, § 9 und § 11 des SGB VIII). Hierzu ist die Kinder- und Jugendhilfe auch verpflichtet, zur Schaffung oder Erhaltung von positiven Lebensbedingungen sowie einer kinder- und familienfreundlichen Umwelt beizutragen (§ 1 SGB VIII) und die Kinder- und Jugendarbeit freier Träger zu unterstützen (§ 12 SGB VIII).
In § 11 SGB VIII sind die Schwerpunkte der Jugendarbeit festgelegt, dazu gehört demnach:
1. Außerschulische Jugendbildung mit allgemeiner, politischer, sozialer, gesundheitlicher, kultureller, naturkundlicher und technischer Bildung. Damit ist festgestellt, dass die Jugendarbeit einen eigenständigen Bildungsauftrag neben der Schule hat. Dieser setzt am Alltag und an der Lebenswelt und am Interesse der jungen Menschen an und lebt von der Freiwilligkeit der Teilnahme.
2. Jugendarbeit in Sport, Spiel, Geselligkeit. Sportvereine und -verbände bieten attraktive Angebote für Kinder und Jugendliche und haben die weitaus am meisten Mitglieder organisiert.
3. Arbeitswelt-, schul- und familienbezogene Jugendarbeit. Dieser Bereich sollte nicht mit Maßnahmen der Jugendsozialarbeit verwechselt werden, es geht hier um Projekte der Jugendarbeit in diesen Bereichen.
4. Internationale Jugendarbeit. Die Weiterentwicklung der Einheit Europas und die kriegerischen Konflikte in der Welt machen die Begegnung von jungen Menschen unterschiedlicher Kulturen und Nationalitäten nach wie vor notwendig.
5. Kinder- und Jugenderholung. Ein Beitrag der Jugendarbeit jenseits der Tourismusangebote zur Erholung und Entspannung von jungen Menschen, die oft auch aus Geldmangel keinen Urlaub machen können.
6. Jugendberatung. Hierbei geht es um allgemeine Jugendberatung, Orientierungshilfen, Berufs- und Lebensberatung in speziellen Jugendberatungsstellen und nicht um Beratung in expliziten Problemlagen wie bei den Drogen-, Schwangerschafts- oder Schuldnerberatungsstellen. Sie soll vertraulich sein außerhalb der aktenführenden Jugendämter.

## Strukturen der Jugendarbeit
Es gibt unterschiedliche Formen der Jugendarbeit, nämlich „für Mitglieder bestimmte Angebote“, „offene Angebote“ und „die gemeinwesenorientierten Angebote“. Das sind einerseits verbandsbezogene Angebote der Jugendorganisationen, andererseits die offene Jugendarbeit in Einrichtungen wie Jugendtreffs, Jugendclubs, Jugendhäusern, Jugendzentren und dann die gemeinwesenorientierten Angebote, die in Wohnsiedlungen zur Verbesserung der Lebenswelt der Kinder und Familien beitragen. Die Aufgaben der Jugendarbeit werden von öffentlichen und von freien Trägern wahrgenommen.
Die Jugendarbeit unterscheidet sich von anderen Erziehungs- und Bildungsbereichen durch folgende Strukturmerkmale:
- Freiwilligkeit der Teilnahme
- Vielfalt der Organisationen und Träger
- Vielfalt der Inhalte, Methoden und Arbeitsformen
- Partizipation (Mitbestimmung, Mitgestaltung), Selbstorganisation
- Ergebnis- und Prozessoffenheit
- Lebenswelt- und Alltagsorientierung, Anknüpfen an den Interessen und Bedürfnissen der Kinder und Jugendlichen
- überwiegend ehrenamtliche Tätigkeit.

## Deutschland

### Träger  der Jugendarbeit
Die Jugendhilfe soll nach § 3 SGB VIII durch eine Vielfalt von Trägern unterschiedlicher Wertorientierungen und vielfältige Inhalte, Methoden und Arbeitsformen gekennzeichnet sein. Deswegen sind in der Jugendhilfe öffentliche (staatliche) und freie Träger zu unterscheiden, deren Zusammenarbeit das SGB VIII näher regelt.

#### Öffentliche Träger
Die öffentlichen Träger der Jugendarbeit sind die Länder, Landkreise und (kreisfreien) Städte. Sie tragen nach dem Kinder- und Jugendhilfegesetz (Sozialgesetzbuch VIII) die Planungs- und Gesamtverantwortung dafür, dass Jugendarbeit in ausreichendem Maße stattfindet und entsprechende Einrichtungen und Dienste zur Verfügung stehen. Sie haben die Jugendarbeit der freien Träger zu unterstützen und zu fördern. Dies ist eine staatliche Pflichtaufgabe. Nach dem Subsidiaritätsprinzip ergänzt die öffentliche (kommunale) Jugendarbeit die Angebote der freien Träger. Öffentliche Träger sollen nur dann aktiv werden, wenn geeignete Angebote freier Träger nicht vorhanden sind.

#### Freie Träger
Freie Träger der Jugendarbeit sind die Verbände der freien Wohlfahrtspflege, Kirchen und Religionsgemeinschaften des öffentlichen Rechts und Jugendverbände und deren Zusammenschlüsse (Jugendringe).
In einer Jugendhilfeplanung wird der Bedarf an Einrichtungen, Diensten und Veranstaltungen der Jugendarbeit durch den örtlichen öffentlichen Träger der Jugendarbeit festgestellt. Die freien Träger der Jugendarbeit – Kirchen, Jugendverbände und deren Untergliederungen und sonstige öffentlich anerkannte freie Träger der Jugendarbeit – werden neben den Betroffenen – Kinder, Jugendliche, Eltern – in die Planung mit einbezogen. Es geht dabei auch um eine Verbesserung der Integration problematischer Jugendlicher in das Gemeinwesen, aber hauptsächlich um eine allgemeine Förderung der Kinder und Jugendlichen im Freizeitbereich nach den oben genannten Zielen.

##### Freie Wohlfahrtsverbände
Verbände der freien Wohlfahrtspflege sind die Caritas, die Diakonie, das Rote Kreuz, die Arbeiterwohlfahrt, der Paritätische Wohlfahrtsverband und die Zentralwohlfahrtsstelle der Juden in Deutschland.
So gibt es z. B. die Arbeiter-Samariter-Jugend, die Malteser Jugend oder Jugendrotkreuz.

##### Jugendverbände und deren Dachverbände
Jugendverbände sind Organisationen jugendlicher Selbstorganisation und Interessenvertretung und haben ihre Wurzeln in der Jugendbewegung. Daneben gibt es aber auch Jugendverbände anderen Ursprungs, wie die Deutsche Sportjugend, die THW-Jugend und Jugendfeuerwehr.
Gleichzeitig sind Jugendverbände Erziehungsinstitutionen, das heißt gesellschaftliche Vorkehrungen zur Sozialisation und Erziehung im Jugendalter. Sie sind damit typische „intermediäre Organisationen“, das heißt, sie vermitteln die Interessen von Jugendlichen und jungen Erwachsenen beider Geschlechter in die Gesellschaft hinein (jugendpolitische Interessenvertretung) und üben umgekehrt gesellschaftliche Kontroll- und Integrationsinteressen gegenüber der Jugend aus (Erziehungsinstitutionen). Übergeordnete politische Verbände sind z. B.:
- Deutscher Bundesjugendring

Der Deutsche Bundesjugendring ist der Zusammenschluss von 24 Mitgliedsorganisationen und 16 Landesjugendringen mit 5,5 Mill. Mitgliedern. Den Landesjugendringen sind diejenigen Jugendverbände angeschlossen, die auf Landesebene organisiert sind. Weitere Untergliederungen sind die Bezirks- und Kreisjugendringe. Dort sind Jugendverbände, Jugendgemeinschaften und Initiativen zusammengeschlossen, die auf Bezirks- bzw. auf Landkreisebene organisiert sind.
- Landesjugendringe

Kreisjugendringe oder Stadtjugendringe sind der Zusammenschluss von Jugendverbänden, Jugendgemeinschaften und anderen anerkannten freien Trägern der Jugendarbeit auf Stadt- oder Landkreisebene.
Die Angebote von Jugendverbänden sind typischerweise Gruppenstunden sowie Wochenend- und Ferienfreizeiten. Aber auch offene Jugendarbeit und manchmal auch Jugendsozialarbeit gehören zum Leistungsspektrum. Jugendverbände bieten in- und nonformale Bildung, Frei- und Experimentierräume für Jugendliche, Primärprävention und gesellschaftliche Integration sowie Gemeinschaft. Sie ermöglichen aufgrund der verschiedenen Verbandsprofile viele spezifische Identifikationsmöglichkeiten für Kinder und Jugendliche. Jugendverbände leisten dies auf Grund ihrer besonderen Strukturmerkmale: Sie sind freiwillig, ehrenamtlich, selbstorganisiert, parteilich für Kinder und Jugendliche sowie wertorientiert.
Klassische Jugendverbände sind die Pfadfinderbünde.

##### Kirchen und Religionsgemeinschaften
Kirchliche Jugendverbände sind z. B. der Bund der Deutschen Katholischen Jugend, die Evangelische Jugend (Arbeitsgemeinschaft der Evangelischen Jugend), Evangelisches Jugend- und Fürsorgewerk, die Kolping Jugendgemeinschaftsdienste oder der Christlicher Verein Junger Menschen.
Siehe auch: Jungschar

#### Freiwillige soziale Arbeit/Ehrenamt
Jugendarbeit wird zum allergrößten Teil (>90 %) ehrenamtlich von Jugendleitern geleistet. In unterschiedlichem Umfang gewähren die Bundesländer dafür unbezahlten Sonderurlaub. Ein Berliner Landesgesetz gewährt diesem Personenkreis Stundenermäßigung beim Arbeitgeber. Die Hauptamtlichen in Jugendringen, Jugendverbänden oder in den Kommunen (Kommunale Jugendpfleger) beraten und unterstützen diese. Jugendleiter sollten, bevor sie ihre verantwortungsvolle Aufgabe übernehmen, ausgebildet werden. Um diese Qualifikation gegenüber Eltern und Behörden nachweisen zu können, wurde bundesweit eine Jugendleitercard (JuLeiCa) eingeführt. Die JuLeiCas können bei den Stadt- und Kreisjugendringen angefordert werden.

## Schweiz

### Geschichte der Jugendarbeit
Die Kinder- und Jugendarbeit der Schweiz blickt auf eine rund 150-jährige Geschichte zurück, die bis in die 1960er Jahre hauptsächlich durch die Jugendverbände geprägt war. Während langer Zeit war es eine intakte Jugendverbandsarbeit, inner- und außerhalb der Kirchen, welche die einzig bekannte Form von Jugendarbeit darstellte. Oftmals waren im Hintergrund ältere Jugendliche, junge Erwachsene oder Pädagogen, welche sich zur Aufgabe nahmen, die Jugendlichen bei der Selbstorganisation zu unterstützen. Erst mit den 1950er Jahren kam neues Ideengut, hauptsächlich aus Kreisen Studierender, die Forderungen nach offenen Jugendhäusern und nach eigenem Raum anmeldeten. In den 1960er Jahren entstanden die ersten, nicht autonom, aber auch nicht professionell geführten Jugendhäuser. Durch den Einfluss der 68er-Bewegung entstand dann schrittweise das, was heute als Offene Jugendarbeit bezeichnet wird. Vor allem in den Städten entstanden Trägervereine, meist gestützt von den Kirchen und Gemeinden, die offene Jugendeinrichtungen zum Ziel hatten. 1980/81 war die Schweiz dann Schauplatz für Jugendbewegungen und Jugendunruhen. In den großen Städten wurden autonome Jugendzentren gefordert und während kurzer Zeit auch betrieben. Ab Mitte der 80er Jahre tendierte die Jugendarbeit mehr und mehr dahin, sich als Angebot für alle Jugendlichen einer Gemeinde zu verstehen und deren verschiedensten Bedürfnissen nachzukommen. Die Angebote neigten sich in Richtung niederschwelliger Beratung, Schutz der natürlichen Lebensräume der Jugendlichen, aufsuchende beziehungsweise mobile Jugendarbeit, Projekt- und Gemeinwesenarbeit bis hin zur heutigen Differenzierung des Angebots.
In den 90er Jahren wuchs die Anzahl der Stellen der Offenen Jugendarbeit, insbesondere auch in kleineren und ländlichen Gemeinden. In der Regel wird die Offene Jugendarbeit in der Schweiz von Gemeinden, Kantonen, den Kirchen oder auch von privaten Trägern organisiert. Auf der Ebene der Steuerung fungieren häufig Laiengremien, bestehend aus Ehrenamtlichen. Seit mehreren Jahren sind diese Trägerschaften in öffentlicher Hand.

### Rechtliche Grundlagen
Für die Schweiz markant ist, dass bis zur Einführung des neuen Kinder- und Jugendförderungsgesetzes (KJFG) im Jahre 2011 auf Bundesebene keine gesetzliche Grundlage für die Offene Jugendarbeit bestehend war. Die Kinder- und Jugendarbeit ist in den Kantonsverfassungen und demnach sehr unterschiedlich oder gar nicht verankert. Die Umsetzung der kantonalen Vorgaben wird in politischen Prozessen auf Gemeindeebene bestimmt, was zu sehr unterschiedlich ausgestalteten, kommunalen Leistungen führt. Mit der Revision des KJFG, welche im Jahre 2011 von National- und Ständerat gutgeheissen wurde, wird neben der verbandlichen nun auch die Offene Jugendarbeit in die auf Bundesebene gesetzlich verankerte ausserschulische Jugendarbeit integriert.